# Universidad de Económicas y Derecho de Zhongnan
La Universidad de Económicas y Derecho de Zhongnan (en chino simplificado, 中南财经政法大学) es una universidad en Wuhan, China. 

## Historia
Fue fundada en 1948 como Universidad Zhongyuan (中原大学, Universidad de China Central), cuyo departamento financiero más tarde se fusionó con los departamentos económicos y financieros de Universidad de Wuhan, Universidad Sun Yat-sen, etc., para formar el Instituto Central Sur de Finanzas (que más tarde se convirtió en la Universidad Zhongnan de Finanzas y Economía, 中南财经大学) y cuyo departamento de legislación se fusionó con otras escuelas para formar el Instituto Central Sur de Derecho(中南政法学院).
Las dos universidades posteriormente se fusionaron y se separaron a lo largo de la Revolución Cultural y finalmente se fusionaron de nuevo para formar la universidad de hoy.

## Reconocimientos
El programa MBA de esta universidad fue acreditada por la "Asociación de MBAs".